# 1709
1709 (MDCCIX) fue un año común comenzado en martes según el calendario gregoriano.

## Acontecimientos
- 6 de enero: comenzó durante la noche en Europa Occidental el denominado Gran Invierno de 1709, el periodo más frío en 500 años, duró tres meses y sus efectos se dejaron sentir durante todo el año.[1] En Francia, la costa atlántica y el río Sena se congelaron, echándose a perder las cosechas y solo en París murieron hasta 24.000 habitantes. El hielo flotante penetró en el Mar del Norte y se llegó a congelar el río Ebro. Sus consecuencias fueron catastróficas.
- 2 de febrero: Alexander Selkirk es rescatado del archipiélago Juan Fernández, lo que posteriormente inspira el libro Robinson Crusoe (1719) de Daniel Defoe.
- 28 de marzo: Johann Friedrich Böttger informa de la primera producción de porcelana de pasta dura en Europa, en Dresde.
- 8 de julio: en la batalla de Poltava (Ucrania), los suecos son derrotados por los rusos.
- 30 de julio: Guerra de sucesión española: Toma de Tournai por John Churchill, I duque de Marlborough y el príncipe Eugenio de Saboya.
- 9 de octubre: Guerra de sucesión española: El ejército británico captura Mons.[2]
- 12 de octubre: en la Nueva España se funda la Ciudad de Chihuahua.
- 14 de octubre: en Ningxia (China), se registra un terremoto de 7,5 que deja más de 2.000 muertos.

## Arte y literatura
- Giambattista Vico publica la Séptima oración (De nostri temporis studiorum ratione), el discurso pronunciado en la inauguración del curso académico de 1708.
- Bossuet - Política según las escrituras (La Politique tirée de l'Écriture sainte), póstuma.

## Ciencia y tecnología
- 8 de agosto. El sacerdote Lourenço de Gusmão diseña un modelo de globo de aire caliente y se lo muestra al rey Juan V de Portugal.

## Nacimientos
- 24 de febrero: Jacques de Vaucanson, ingeniero francés (f. 1782)
- 10 de marzo: Georg Steller, botánico, médico, ornitólogo y explorador alemán (f. 1746)
- 9 de mayo: Mihály Salbeck, doctor de filosofía, sacerdote de la Compañía de Jesús y profesor (f. 1758)
- 1 de septiembre: Domingo de Basavilbaso, español que implantó el Correo Fijo en el Río de la Plata (f. 1775)
- 19 de diciembre: Isabel I de Rusia, emperatriz de Rusia, Llamada La Clemente (f. 1762)

## Fallecimientos
- 7 de marzo: Francesco Stringa, pintor italiano (n. 1635).
- 28 de agosto: Iván Stepánovich Mazeppa, noble ucraniano. (n. 1640).
- 31 de agosto: Andrea Pozzo, pintor y arquitecto italiano (n. 1642).
- 4 de septiembre: Jean-François Regnard, dramaturgo francés (n. 1655).
- 7 de diciembre: Meindert Hobbema, pintor neerlandés (n. 1638).
- 8 de diciembre: Thomas Corneille, jurista y dramaturgo francés (n. 1625).
- 8 de diciembre: Francisco Pérez Sierra, pintor español.
- 24 de diciembre: Bonne de Pons, aristócrata francesa (n.1641).